# Гельвиг, Амалия фон
Амалия фон Гельвиг (нем. Amalie von Helvig; урожд. Анна Амалия фон Имхоф (нем. Anna Amalie von Imhoff); 16 августа 1776, Веймар — 17 декабря 1831, Берлин) — немецкая писательница и переводчица, хозяйка салона.
Некоторое время пребывала при веймарском дворе, была знакома с Иоганном Вольфгангом Гёте и Фридрихом Шиллером, которые поддерживали её в литературной деятельности. Её поклонником был Александр Гумбольдт. В 1801—1803 годах Амалия участвовала в гётевском кружке по средам, с 1801 года состояла в придворных дамах у герцогини Луизы Гессен-Дармштадтской. Амалия вышла замуж за шведского полковника Гельвига и внесла большой вклад в распространение шведской литературы в Германии. Она стала первым переводчиком на немецкий язык сочинений Эсайаса Тегнера. Амалия фон Гельвиг была также близка гейдельбергским романтикам. В Берлине она держала литературный салон, где собирались представители веймарского классицизма и берлинские романтики.